# Dapoli Camp
Dapoli Camp là một thị trấn thống kê (census town) của quận Ratnagiri thuộc bang Maharashtra, Ấn Độ.

## Nhân khẩu
Theo điều tra dân số năm 2001 của Ấn Độ, Dapoli Camp có dân số 10.412 người. Phái nam chiếm 51% tổng số dân và phái nữ chiếm 49%. Dapoli Camp có tỷ lệ 82% biết đọc biết viết, cao hơn tỷ lệ trung bình toàn quốc là 59,5%: tỷ lệ cho phái nam là 84%, và tỷ lệ cho phái nữ là 79%. Tại Dapoli Camp, 11% dân số nhỏ hơn 6 tuổi.